# 3584 Aisha
3584 Aisha је астероид главног астероидног појаса. Приближан пречник астероида је 25,37 ,
а средња удаљеност астероида од Сунца износи 3,085 астрономских јединица (АЈ).
Инклинација (нагиб) орбите у односу на раван еклиптике је 2,135 степени, а орбитални период износи 1979,942 дана (5,420 година). Ексцентрицитет орбите астероида износи 0,097.
Апсолутна магнитуда астероида износи 12,10 а геометријски албедо 0,039.
Астероид је откривен 5. октобра 1981. године.